# Andre de Dienes
Andre de Dienes (nascido Andor György Ikafalvi-Dienes, Torja, 18 de dezembro de 1913 - Hollywood, 11 de abril de 1985) foi um fotógrafo húngaro, conhecido por seu trabalho com Marilyn Monroe e suas fotografias de nus.

## Vida
Dienes nasceu em Torja, Reino da Hungria (atual Turia, Romênia ), em 18 de dezembro de 1913, e saiu de casa aos 15 anos após o suicídio de sua mãe. Dienes viajou pela Europa principalmente a pé, até sua chegada à Tunísia. Lá, comprou sua primeira câmera, uma Retina 35mm. Retornando à Europa, ele chegou a Paris em 1933 para estudar arte, e logo depois comprou uma Rolleiflex.
Dienes começou a trabalhar como fotógrafo profissional para o jornal comunista L'Humanité e foi contratado pela Associated Press até 1936, quando o costureiro parisiense Captain Molyneux notou seu trabalho e o incentivou a se tornar fotógrafo de moda. Em 1938, o editor da Esquire, Arnold Gingrich, ofereceu-lhe trabalho na cidade de Nova York e ajudou a financiar a passagem de Dienes para os Estados Unidos. Uma vez nos Estados Unidos, Dienes trabalhou para as revistas  Vogue e Life, bem como para a Esquire .
Quando não estava trabalhando como fotógrafo de moda, Dienes viajou pelos EUA fotografando a cultura nativa americana, incluindo as reservas Apache, Hopi e Navajo e seus habitantes. Insatisfeito com sua vida como fotógrafo de moda em Nova York, Dienes mudou-se para a Califórnia em 1944, onde começou a se especializar em nus e paisagens.
Além de Monroe, Dienes também fotografou atores notáveis como Elizabeth Taylor, Marlon Brando, Henry Fonda, Shirley Temple, Ingrid Bergman, Ronald Reagan, Jane Russell, Anita Ekberg e Fred Astaire.
De Dienes se casou duas vezes e morreu de câncer em 11 de abril de 1985, em Hollywood .

### Marilyn Monroe
Em 1945, Dienes conheceu Marilyn Monroe, de dezenove anos, então chamada de Norma Jeane Baker, que era modelo contratada pela Blue Book Model Agency de Emmeline Snively.
Snively contou a Dienes sobre Norma Jeane, e a sugeriu para seu projeto de fotografar nus artísticos. Em suas memórias, Dienes descreveu a primeira vez que conheceu Monroe dizendo "... foi como se um milagre tivesse acontecido comigo. Norma Jeane parecia um anjo. Eu mal pude acreditar por alguns momentos. Um anjo terreno de aparência sexy! Enviado expressamente para mim! " .
Sua série de fotos pin-up dela em Tobay Beach, em Long Island , em Oyster Bay, Nova York, tornou-se notável.
Norma Jeane havia se separado recentemente de seu marido, James Dougherty, e contou a Dienes seu desejo de se tornar atriz. Dienes sugeriu que eles fizessem uma viagem para fotografá-la em paisagens naturais, pelo que Dienes pagou a ela uma taxa fixa de duzentos dólares. Dienes já estivera presente no primeiro encontro de Monroe e sua mãe em seis anos, e presunçosamente anunciou a sua mãe que ele e Monroe se casariam. Suas fotografias de Monroe desta viagem venderam amplamente e ele ganhou muito mais dinheiro com as imagens, e não ofereceu a Monroe uma porcentagem das vendas, nem lhe pagou sobre os lucros.
Dienes a encontrou novamente no Dia do Trabalho em 1946, com seu novo nome de Marilyn Monroe; eles trabalharam juntos em 1952, onde ele a fotografou no Bel Air Hotel e em 1953, onde ela telefonou para ele às 2h da madrugada e o levou para uma rua escura onde ele usou os faróis do carro para iluminá-la, tirando fotos dela com os olhos arregalados e sem maquiagem. Dienes a viu viva pela última vez em junho de 1961. Sobre o último encontro, ele disse que "... seu sucesso era uma farsa, suas esperanças frustradas ... no dia seguinte ela deixou um buquê do lado de fora da minha porta: uma seleção de suas últimas fotos. Sorridente, radiante - totalmente enganadora; Eu mal adivinhei que esse seria nosso último adeus ".

### Legado
Nos últimos anos, a fotografia de Dienes recebeu atenção da crítica de uma variedade de fontes. Em 2002, a Taschen publicou uma monografia de dois volumes de 848 páginas intitulada Marilyn, observando "seu estilo original e inspirado" e como Dienes "logo construiu um enorme portfólio de fotografias deslumbrantes da morena sorridente que ajudou a lançar sua carreira de modelo e, alguns anos depois, uma carreira no cinema que a tornaria uma lenda. " Uma exposição, intitulada "André de Dienes: Marilynand  California Girls", foi inaugurada em 9 de junho de 2016 na Steven Kasher Gallery em Nova York, representando a primeira mostra individual de fotografia de Dienes em Nova York em mais de dez anos.

## Trabalhos publicados
- The Nude. The Bodley Head, London, 1956.
- Nude Pattern. The Bodley Head, London, 1958.
- Best Nudes. The Bodley Head, London, 1962.